# 日本唐揚協会
一般社団法人日本唐揚協会（にっぽんからあげきょうかい、英称：Japan "KARAAGE" Association  略称：JKA）は、日本で生産されているから揚げに関する一般社団法人。

## 組織概要
2008年10月、任意団体として設立。2009年、日本初の唐揚げ地位向上団体としてを活動を開始。地域振興、唐揚げの地位向上を絡めたカラアゲニストの育成、唐揚げの普及、海外交流事業、唐揚げの研究・情報発信などの事業を行う。2010年12月、一般社団法人に名称を変更。

## 沿革
- 2008年10月 - 日本唐揚協会創立
- 2009年5月 - 日本唐揚協会稼動
- 2009年8月 - 日本唐揚協会オフィシャルWEBサイト公開
- 2010年12月 - 一般社団法人日本唐揚協会へ名称変更
- 2011年2月 - 日本唐揚協会オフィシャルWEBサイトリニューアル
- 2011年12月 - 認定カラアゲニスト10,000名突破
- 2013年4月 - 認定カラアゲニスト20,000名突破
- 2014年2月 - 認定カラアゲニスト30,000名突破
- 2014年4月 - 認定カラアゲニスト40,000名突破

## 組織
- 会長 やすひさてっぺい
- 理事長 やすひさてっぺい（兼任）
- 専務理事 八木宏一郎

- "聖地"担当局長 荒井ナツキ（中津耶馬溪観光協会 より出向）
- "専門店発祥地"担当局長 椎野純（宇佐市からあげ協会 より出向）
- "首都"担当局長 やすひさてっぺい（兼任）
- "天下の台所"担当局長 田中祥宏
- 近畿地区担当局長 望田成彦
- 東海地区担当局長 佐野博美

- 会務局長 八木宏一郎（兼任）
- 財務局長 篠塚啓三
- 法務局長 田淵義朗
- 事務局長 河野務

- 特別顧問 安里繁信

## 会員推移
- 2008年10月　2名　（協会創設 会長 やすひさ ＆専務理事 八木）
- 2009年7月　20名　（ウェブサイト開設）
- 2010年1月　1,000名　＜この時期から～メディア出演多数＞
- 2010年7月　2,000名　（からあげカーニバル2010）
- 2010年12月　3,000名　（一般社団法人に組織変更）
- 2011年5月　4,000名　（からあげカーニバル2011）
- 2011年6月～10月　＜ローソン からあげクン5ヶ月連続リリース＞
- 2011年8月　5,000名
- 2011年9月　6,000名　（初監修本：「みんなの唐揚げ」ナツメ社）
- 2011年10月　8,000名　（お気軽チキン総選挙2011）
- 2011年11月　9,000名　（東京唐揚げスタンプラリー2011）
- 2011年12月　10,000名突破
- 2013年4月　20,000名突破
- 2014年2月　30,000名突破
- 2014年4月　40,000名突破